# 숨바꼭질 (2005년 영화)
《숨바꼭질》(영어: Hide and Seek)은 2005년 공개된 미국의 심리 스릴러 영화이다.

## 줄거리
심리학자 데이비드의 아내가 자살한 뒤 딸 에밀리에게 상상 속 친구가 생긴다. 

## 출연
- 로버트 드니로 - 데이비드 캘러웨이/찰리 역
- 다코타 패닝 - 에밀리 캘러웨이 역
- 팜커 얀선 - 캐서린 "케이트" 카슨 의사 역
- 엘리자베스 슈 - 엘리자베스 영 역
- 에이미 어빙 - 앨리슨 캘러웨이 역
- 딜런 베이커 - 해퍼티 보안관 역
- 멀리사 리오 - 로라 역
- 로버트 존 버크 - 스티븐 역

## 기타 제작진
- 공동 제작: 존 P. 로저스
- 배역: 어맨다 매키 존슨, 캐시 샌드리치
- 미술: 스티븐 J. 조던
- 의상: 오드 브론슨하워드